# Buenache de la Sierra
Buenache de la Sierra è un comune spagnolo di 106 abitanti situato nella comunità autonoma di Castiglia-La Mancia.